# Erik Resell
Erik Nordsæter Resell (Trondheim, 28 september 1996) is een Noors wielrenner die anno 2021 rijdt voor Uno-X Pro Cycling Team. In 2018 won hij de Omloop Het Nieuwsblad voor beloften en werd hij tweede in Parijs-Tours voor beloften. In 2021 werd hij tiende in Kuurne-Brussel-Kuurne en vijfde bij het Noors kampioenschap wielrennen op de weg.

## Belangrijkste resultaten
2016
 Noors kampioenschap veldrijden
2017
9e in Noors kampioenschap wielrennen op de weg
2018
8e in Noors kampioenschap wielrennen op de weg voor beloften
Omloop Het Nieuwsblad voor beloften
4e in Gylne Gutuer
8e in Ruota d'Oro
2e in Parijs-Tours voor beloften
2019
3e in 4e etappe Ronde van Normandië
10e in Himmerland Rundt
9e in Ringerike GP
10e in Gylne Gutuer
2020
3e in Gylne Gutuer
6e in Koers van de Olympische Solidariteit
2021
10e in Kuurne-Brussel-Kuurne
5e in Noors kampioenschap wielrennen op de weg

## Resultaten in voornaamste wedstrijden
|      | \| Jaar \| Gent-Wevelgem \| Ronde van Vlaanderen \| Parijs-Roubaix \| Amstel Gold Race \| Parijs-Tours \| \| ---- \| ------------- \| -------------------- \| -------------- \| ---------------- \| ------------ \| \| 2021 \| \| \| \| \| 46e \| \| 2022 \| opgave \| opgave \| 69e \| \| 64e \| \| 2023 \| 56e \| opgave \| 55e \| \| 22e \| \| 2024 \| opgave \| opgave \| opgave \| \| 17e \| \| 2025 \| 58e \| opgave \| 26e \| opgave \| \| |                      |                |                  |              |
| Jaar | Gent-Wevelgem | Ronde van Vlaanderen | Parijs-Roubaix | Amstel Gold Race | Parijs-Tours |
| 2021 | |                      |                |                  | 46e          |
| 2022 | opgave | opgave               | 69e            |                  | 64e          |
| 2023 | 56e | opgave               | 55e            |                  | 22e          |
| 2024 | opgave | opgave               | opgave         |                  | 17e          |
| 2025 | 58e | opgave               | 26e            | opgave           |              |

## Ploegen
- 2017 –  Uno-X Hydrogen Development Team
- 2018 –  Uno-X Norwegian Development Team
- 2019 –  Uno-X Norwegian Development Team
- 2020 –  Uno-X Norwegian Development Team (t/m 30 juni)
- 2020 –  Uno-X Pro Cycling Team (vanaf 1 juli)
- 2021 –  Uno-X Pro Cycling Team
- 2022 –  Uno-X Pro Cycling Team
- 2023 –  Uno-X Pro Cycling Team
- 2024 –  Uno-X Pro Cycling Team
- 2025 –  Uno-X Mobility

Abrahamsen · Andersen · Blikra · Charmig · Dversnes · Eg · Gregaard · Gudmestad · Halvorsen · Hansen · Hindsgaul · Holter · Hulgaard · A. Johannessen · T. Johannessen · K. Kulset · S. Kulset · Larsen · Levy · Resell · Saugstad · A. Skaarseth · I. Skaarseth · Sleen · Tiller · Træen · Urianstad · Wærenskjold · Wærsted
Abrahamsen · Andersen · Bendixen · Blikra  · Blume Levy · Charmig · Dversnes · Eg · Fredheim · Gregaard · Gudmestad · Halvorsen · Hindsgaul · Holter · A. Johannessen · T. Johannessen · Kristoff · M. Kulset · S. Kulset · Larsen · Norman Leth · Resell · Sander Hansen · Skaarseth · Tiller · Træen · Urianstad · Wærenskjold
Abrahamsen · Andersen · Bendixen · Bévort · Blikra  · Blume Levy · Cort · Dversnes · Eiking (vanaf 8/2) · Fredheim · Gudmestad · Hoelgaard · Holter · Hvideberg · A. Johannessen · T. Johannessen · Kristoff · J. Kulset · M. Kulset · S. Kulset · Larsen · Leknessund · Løland · Resell · Sander Hansen · Skaarseth · Tiller · Urianstad · Wallin · Wærenskjold